# DVD-Video object
DVD-Video object (VOB) är de filer på en DVD-skiva som innehåller själva filmen. En VOB-fil är i grunden en MPEG-2-fil som består av en videoström, en ljudström och en ström med textningen.
För att kunna se en VOB-fil, behöver man ett program som hanterar läsning av VOB-filer. Det finns ett flertal program som klarar det, oftast klarar operativsystemens medföljande program detta.
Om man ska lagra en film på en DVD-skiva, måste man även lagra alla andra filer som DVD-standarden kräver, till exempel IFO- och BUP-filer.

## Filformat
Filer i formatet VOB (Video Object) har en förlängning av. vob och lagras vanligtvis i katalogen VIDEO_TS som ligger i rotkatalogen på en DVD-skiva. Detta format är baserat på MPEG-programströmmen (MPEG Program Stream), men innehåller ytterligare begränsningar och specifikationer som gäller för privata dataströmmar. 
VOB-filer är en strikt delmängd av MPEG Program Stream-standarden. Detta innebär att alla VOB-filer överensstämmer med MPEG-PS-standarden, men inte alla MPEG-programströmmar kan tolkas korrekt som en VOB-fil. 
Innehåll och begränsningar i VOB-format
Precis som med standard MPEG-programströmmen kan VOB-filer innehålla:
- Video: H. 262/MPEG-2 del 2 eller MPEG-1 del 2.
- Ljud:
  - MPEG-1 Audio Layer II,
  - MPEG-2 Audio Layer II,
  - linjär PCM (LPCM),
  - Dolby Digital (AC-3),
  - DTS (Digital Theatre System).
- Undertexter: inbäddade textspår på olika språk.

VOB-filer kanske inte alltid spelas upp korrekt med vanliga mediaspelare som Apple QuickTime Player på Mac eller Windows Media Player på Windows. Dessa inbyggda spelare stöder ofta inte alla codecs som används i VOB-filer, vilket kan orsaka uppspelningsfel. För att undvika problem rekommenderas att du använder mediaspelare från tredje part som kan bearbeta VOB-formatet korrekt och spela det utan ytterligare konvertering.

### Begränsningar av VOB-filens storlek
För att säkerställa kompatibilitet med alla operativsystem kan VOB-filerna på DVD:n delas upp i 1 GB stora portioner. Detta beror på att vissa filsystem (t.ex. FAT32) inte stöder filer som är större än denna storlek. Hela videoinnehållet i en enskild titel (Title Set) förblir oavbrutet under uppspelningen.
VOB-formatet används ofta i DVD-Video-strukturen, men dess strikta begränsningar gör det mindre mångsidigt än mer moderna containrar som MP4, MKV eller AVI, som stöder ett bredare utbud av codecs och ytterligare funktioner.